# Ateleute brunneicincta
Ateleute brunneicincta är en stekelart som först beskrevs av André Seyrig 1952.  Ateleute brunneicincta ingår i släktet Ateleute och familjen brokparasitsteklar. Inga underarter finns listade.